# 阿丹维尔
阿丹维尔（法語：Adainville，法語發音：[adɛ̃vil]）是法国法蘭西島大區伊夫林省的一个市镇，属于芒特拉若利区。

## 地理
阿丹维尔（48°43'22"N, 1°39'10"E）面积10.16 平方千米，位于法国法蘭西島大區伊夫林省，该省份为法国北部内陆省份，北起瓦兹河谷省，西接厄尔省，西南接厄尔-卢瓦省，东南接埃松省，东临上塞纳省。
与阿丹维尔接壤的市镇（或旧市镇、城区）包括：拉布瓦西耶尔-埃科勒、韦格尔河畔孔代、格朗尚、拉欧特维尔。

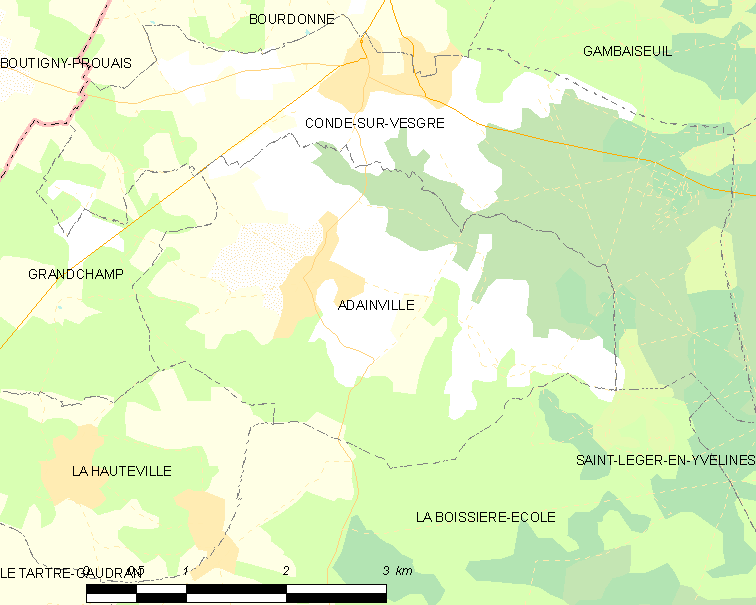
阿丹维尔的OSM定位图

阿丹维尔的时区为UTC+01:00、UTC+02:00（夏令时）。

## 行政
阿丹维尔的邮政编码为78113，INSEE市镇编码为78006。

## 政治
阿丹维尔所属的省级选区为塞纳河畔博尼耶尔县。

## 人口

1962-2008年间阿丹维尔人口变化图示

阿丹维尔于2022年1月1日时的人口数量为647人。